# Beér János Miklós
Beér János Miklós (Budapest, 1923. február 27. – Winchester, Massachusetts, 2018. december 8.) amerikai magyar vegyész- és gépészmérnök, professzor emeritus, a természettudományok doktora (1968), a Magyar Tudományos Akadémia tagja (t: 1986). A Brit Mérnöki Akadémia tagja. 

## Életpályája
1942–1949 között a József Nádor Műszaki és Gazdaságtudományi Egyetem hallgatója volt. 1949–1956 között Budapesten a Hőtechnikai Kutató Intézet kutatómérnöke volt. 1953–1956 között adjunktus volt a Budapesti Műszaki és Gazdaságtudományi Egyetem Gőzgépek és Gőzkazánok tanszékén. 1956-ban távozott Magyarországról. 1956–1957 között Skóciában kutatómérnökként dolgozott. 1957–1960 között a Sheffieldi Egyetemen tanult. 1960–1963 között Hollandiában a hollandiai Nemzetközi Tüzelőanyag Alapítvány Kutató Állomásának (IFRF) igazgatója volt. 1963–1965 között a Pennsylvaniai Állami Egyetem tüzeléstudományi tanszékének professzora volt. 1965–1976 között a Sheffieldi Egyetem Vegyészmérnöki és Égéstudományi Tanszékének tanszékvezető professzora volt. 1973–1976 között a Sheffieldi Egyetem Mérnökkarának dékánjaként dolgozott. 1976–1993 között az Massachusetts Institute of Technology (MIT) vegyészmérnöki tanszékének professzora, és az Égéskutató Laboratóriumának igazgatója volt. 

## Tagságai
1978-ban a Nehézipari Műszaki Egyetem tiszteletbeli doktora lett. 1979-től az Egyesült Királyság Királyi Műszaki Akadémia tagja volt. 1986-tól a Magyar Tudományos Akadémia tiszteletbeli tagja volt. 1989-től a Finn Mérnöki Akadémia külföldi tagja volt. 1991-től a Magyar Mérnöki Akadémia tiszteleti tagja volt. 1997-ben a Budapesti Műszaki és Gazdaságtudományi Egyetem tiszteletbeli doktorává avatták.

## Magánélete
1944-ben házasságot kötött Csató Máriával. 

## Művei
- Gőzkazánok és tüzelőberendezések II. (1963)
- Combustion Aerodynamics (1972, 1983)
- Combustion Technology (társszerkesztő, 1974)
- Heat Transfer in Flames (társszerkesztő, 1974)

## Díjai
- Moody-érem (1965)
- Melchett-érem (1985)
- Egerton Gold Medal/Alfred Egerton-aranyérem (Combustion Institute) (1986)
- Percy Nicholls-aranyérem (1988)
- Axelson Johnson-érem (1995)
- George Westinghouse Gold Medal (2001)
- Homer Lowry-aranyérem (2004)
- A Magyar Érdemrend lovagkeresztje (2008)
- Worcester Reed Warner érem (2012)